# Libythea geoffroy
Libythea geoffroy är en fjärilsart som beskrevs av Jean Baptiste Godart 1820. Libythea geoffroy ingår i släktet Libythea och familjen praktfjärilar. Inga underarter finns listade i Catalogue of Life.

## Bildgalleri

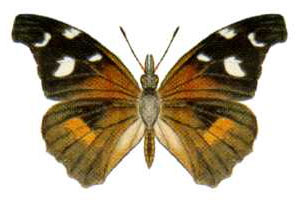